# Лизбург (Флорида)
Лизбург (енгл. Leesburg) град је у америчкој савезној држави Флорида. По попису становништва из 2010. у њему је живело 20.117 становника.

## Демографија
Према попису становништва из 2010. у граду је живело 20.117 становника, што је 4.161 (26,1%) становника више него 2000. године.
| Група             | 2000.          | 2010.          |
| Белци             | 10.265 (64,3%) | 11.917 (59,2%) |
| Афроамериканци    | 4.646 (29,1%)  | 5.666 (28,2%)  |
| Азијати           | 213 (1,3%)     | 342 (1,7%)     |
| Хиспаноамериканци | 657 (4,1%)     | 1.805 (9,0%)   |
| Укупно            | 15.956         | 20.117         |